# Słowiński Nationalpark
Słowiński Nationalpark (polsk: Słowiński Park Narodowy ) er en nationalpark i Pommerske Voivodeship, det nordlige Polen. Det ligger på den baltiske kyst, mellem landsbyerne Łeba og Rowy. Nationalparkens nordlige grænse består af 32,5 kilometer kystlinje.

## Historie
Den oprindelige idé om at skabe et reservat her opstod i 1946 på en konference i Łeba med forskere fra Poznań og Gdańsk. Parken blev dog først oprettet 21 år senere, i 1967, på et område på 180,69 km2. I dag er den lidt større og dækker 186,18 km2, hvoraf 102,13 km2 består af vand og 45,99 km2 af skove. Den strengt beskyttede zone dækker 56,19 km2. I 1977 udpegede UNESCO parken til et biosfærereservat under Menneske og biosfære-programmet (MaB). Słowiński-vådområderne blev udpeget som et Ramsar-område i 1995.
Parken er opkaldt efter de slaviske folk kendt som Slowinzere (polsk: Słowińcy), der plejede at bo i dette sumpede, utilgængelige område ved kanten af søen Leba. I landsbyen Kluki er der et friluftsmuseum, der præsenterer aspekter af dette folks tidligere liv og kultur

## Geografi
I fortiden var parkens område en bugt Østersøen. Havets aktivitet skabte imidlertid klitter, der i løbet af tiden adskilte bugten fra Østersøen. Når bølger og vind fører sand ind i landet, bevæger klitterne sig langsomt med en hastighed på 3 til 10 meter om året. Nogle klitter er ret høje - op til 30 meter. Parkens højeste top – Rowokol (115 moh.) – er også et fremragende observationspunkt. Vandreklitterne betragtes som en naturkuriositet i europæisk målestok.
55% af parkens areal består af søer, de største Łebsko (71,40 km2, maksimal dybde 6,3 m), Gardno (24,68 km2 , maksimal dybde 2,6 m og Dolgie Wielkie (1,46 km2 , maksimal dybde 2,9 m). Både Lebsko- og Gardno-søerne var tidligere bugter. Der er også syv floder, der krydser parken, de største er Łeba og Łupawa.
Skovene i parken består hovedsageligt af fyrretræer , der dækker 80% af skovområderne. Der er der også tørvemoser af flere typer. De talrigeste dyr er fugle, der er repræsenteret med 257 arter. Dette skyldes, at parken er ligger på trækfuglenes ruter. De føler sig trygge her, fordi der er begrænsede menneskelige aktiviteter. De mest interessante arter er: havørne, hornugle, svaner og forskellige slags ænder . Blandt pattedyrene er der hjorte, vildsvin og harer .

## Turistfaciliteter
Der er omkring 140 kilometer turistruter i parken. Ved søerne er der observationstårne, og langs stierne kan man finde bænke og hvilesteder. Omkring parken er der mange parkeringspladser såvel som hoteller og campingpladser, især i Łeba.

## Billeder
- Vejskilte
- Klit
- Klit
- Klit
- Klit
- Døde træer
- Døde træer
- Døde træer
- Døde træer
- Døde træer
- Døde træer
- Stranden set mod øst
- Stranden set mod vest